# Resolution 1498 des UN-Sicherheitsrates
Die Resolution 1498 des UN-Sicherheitsrates ist eine Resolution, die der Sicherheitsrat der Vereinten Nationen in der 4804. Sitzung am  4. August 2003 einstimmig beschloss. Sie beschäftigte sich mit der Situation in der Elfenbeinküste. Konkret verlängerte die Ermächtigung der Truppen der Westafrikanischen Wirtschaftsgemeinschaft (ECOWAS) und der Französischen Streitkräfte um sechs Monate.

## Hintergrund
In der Elfenbeinküste tobte seit September 2002 ein erbitterter Bürgerkrieg in dem sich ethnische Gruppen aus dem Nord- und Südteil, Einheimische und Einwanderer aus Nachbarländern (siehe auch: Concept d’Ivoirité) bekämpften. Auch die Vorherrschaft über die natürlichen Ressourcen der Elfenbeinküste war umstritten. Am 26. Januar 2003 wurde im französischen Linas-Marcoussis das Abkommen von Linas-Marcoussis unterzeichnet, dem zufolge Präsident Laurent Gbagbo bis zu Neuwahlen im Amt bleiben sollte, die Rebellen in einer Übergangsregierung das Innen- und Verteidigungsministerium erhalten sollten und Truppen Frankreichs und der Westafrikanischen Wirtschaftsgemeinschaft (ECOWAS) zwischen den Machtbereichen der Kriegsparteien stationiert werden sollten, um einen erneuten Ausbruch des Konflikts zu verhindern.

## Inhalt
Der Sicherheitsrat bezog sich auf die früheren Resolutionen 1464 (4. Februar 2003) und 1479 (13. Mai 2003) und die Erklärung seines Präsidenten vom 25. Juli 2003.
Er bekannte sich zur Souveränität, Unabhängigkeit, territorialen Unversehrtheit und Einheit der Elfenbeinküste und der Wichtigkeit der Grundsätze der guten Nachbarschaft, der Nichteinmischung und der regionalen Zusammenarbeit. Außerdem gab er bekannt, dass er sich mit dem Bericht des Generalsekretärs befasst habe.
Er betonte, dass die Wiedereinsetzung der Verwaltung eine wichtige Angelegenheit für die nationale Aussöhnung darstelle und außerdem ein Entwaffnungs-, Demobilisierungs- und Wiedereingliederungsprogramm durchgeführt werden musste.
Er begrüßte die Durchführung der Mission der Vereinten Nationen in Côte d’Ivoire (MINUCI) wie in der Resolution 1479 (13. Mai 2003) definiert.
Er verlängerte die Ermächtigung der Truppen der ECOWAS und der Französischen Streitkräfte um sechs Monate und ersuchte sie um regelmäßige Berichte an den Generalsekretär der Vereinten Nationen (damals Kofi Annan).
Der Sicherheitsrat wollte sich außerdem weiter mit dem Thema befassen.